# Składopis
Składopis - elektromechaniczne lub elektroniczne urządzenie do składu tekstów, stosowane jeszcze w okresie pierwszych lat rozwoju komputerów, które było rozwiązaniem pośrednim między elektrycznymi maszynami do pisania a komputerami. Jego cechami charakterystycznymi były możliwość automatycznego lub ręcznego wyrównywania wierszy oraz, w przypadku urządzenia elektronicznego, wymiana głowic z czcionkami, dzięki któremu można było zmieniać krój i wprowadzać atrybuty czcionki, jak pochylenie lub wytłuszczenie pisma.
Przykładem prostszego urządzenia był składopis NRD-owskiej firmy Robotron, podobny do elektrycznej maszyny do pisania, w którym jednak istniała funkcja tzw. mikrojustowania - zbliżając się do końca wiersza można było przejść do trybu podziału spacji na drobniejsze fragmenty, co pozwalało ręcznie dopasować zakończenie wiersza do napisanych już wcześniej wierszy. Rozwiązanie takie, choć prymitywne, pozwalało uzyskać mniej postrzępiony prawy brzeg tekstu, zaś jego ostateczny wygląd zależał w dużej mierze od zręczności piszącego. Błędy musiały być poprawiane za pomocą korektora stosowanego w zwykłych maszynach do pisania.
Znacznie bardziej zaawansowanym przykładem był elektroniczny składopis firmy Brother, który zawierał jednowierszowy wyświetlacz z pamięcią oraz funkcję automatycznego justowania, znacznie doskonalszą niż ręczne justowanie. Maszyna drukowała wiersz po przekroczeniu punktu krytycznego w wyświetlaczu, który był obliczany w zależności od użytej rozetkowej głowicy z czcionką. Po wydrukowaniu wiersza maszyna przechodziła do następnego wiersza i oczekiwała na wprowadzenie tekstu do pamięci. Korekty można było dokonywać w ramach jednego wiersza, co znacznie usprawniało pisanie i zmniejszało liczbę błędów, dużo bardziej precyzyjne było również justowanie tekstu. Urządzenie tego typu nadawało się do składu broszur i biuletynów, jednak było rozwiązaniem kosztownym, którego cena przekraczała w latach 80. 5 tys. USD. Największą popularność zdobył składopis Vari-Typer oraz IBM z wymienioną głowicą czcionkową.